# 日本！我來了

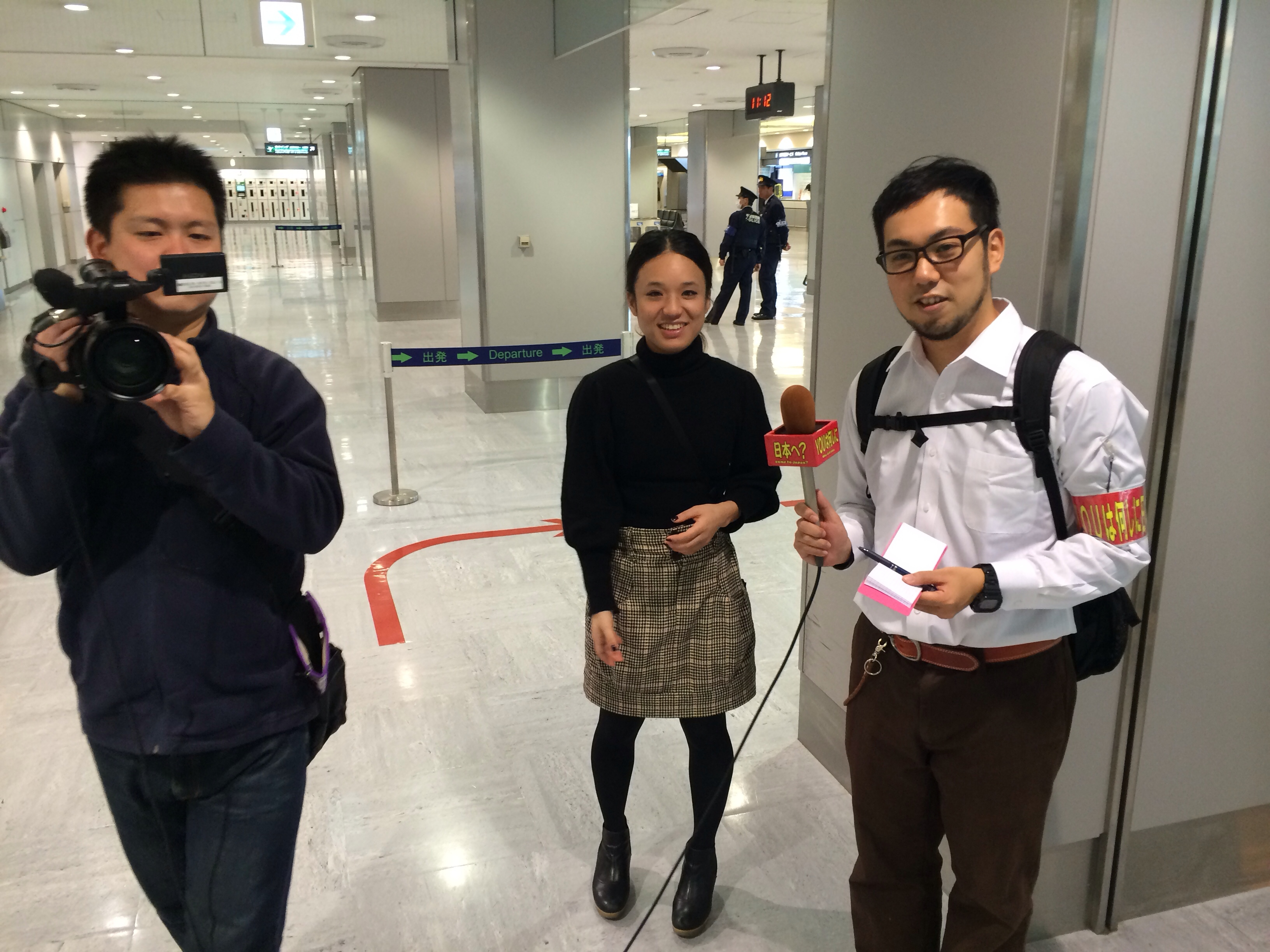

《日本！我來了》（日语：YOUは何しに日本へ?），是東京電視台製作的綜藝節目。

## 內容
在節目中，不分性別、年齡，外國人都被稱為YOU。採訪時，導演、攝影師、翻譯三人組成隊伍。導演穿白襯衫。進行採訪的機場最初只有成田國際機場，另外，也有把採訪地換成機場以外的角落。

## 外部連結
- （日語）日本！我來了 （页面存档备份，存于）